# Скри (тауншип, Миннесота)
Скри (англ. Skree) — тауншип в округе Клей, Миннесота, США. На 2000 год его население составило 166 человек.

## География
По данным Бюро переписи населения США площадь тауншипа составляет 87,6 км², из которых 86,9 км² занимает суша, а 0,7 км² — вода (0,83 %).

## Демография
По данным переписи населения 2000 года здесь находились 166 человек, 62 домохозяйства и 48 семей. Плотность населения —  1,9 чел./км². На территории тауншипа расположено 64 постройки со средней плотностью 0,7 построек на один квадратный километр. Расовый состав населения: 99,40 % белых и 0,60 % азиатов.
Из 62 домохозяйств в 33,9 % воспитывались дети до 18 лет, в 71,0 % проживали супружеские пары, в 4,8 % проживали незамужние женщины и в 21,0 % домохозяйств проживали несемейные люди. 21,0 % домохозяйств состояли из одного человека, при том 11,3 % из — одиноких пожилых людей старше 65 лет. Средний размер домохозяйства — 2,68, а семьи — 3,06 человека.
27,7 % населения младше 18 лет, 4,2 % в возрасте от 18 до 24 лет, 30,1 % от 25 до 44, 24,7 % от 45 до 64 и 13,3 % старше 65 лет. Средний возраст — 40 лет. На каждые 100 женщин приходилось 102,4 мужчин. На каждые 100 женщин старше 18 приходилось 96,7 мужчин.
Средний годовой доход домохозяйства составлял 46 250 долларов, а средний годовой доход семьи —  51 250 долларов. Средний доход мужчин —  32 083  доллара, в то время как у женщин — 26 250. Доход на душу населения составил 15 174 доллара. За чертой бедности находились 4,3 % семей и 8,3 % всего населения тауншипа, из которых 10,9 % младше 18 и 11,8 % старше 65 лет.